# Monasterolo di Savigliano
Monasterolo di Savigliano es una localidad y comune italiana de la provincia de Cuneo, región de Piamonte, con 1.200 habitantes.

## Evolución demográfica
| Gráfica de evolución demográfica de Monasterolo di Savigliano entre 1861 y 2001 |
|                                                                                 |
| Fuente ISTAT - elaboración gráfica de Wikipedia                                 |